# Pelecanoides
Pelecanoides là một chi chim trong họ đơn chi Pelecanoididae.

## Các loài
- Pelecanoides garnotii
- Pelecanoides georgicus
- Pelecanoides magellani
- Pelecanoides urinatrix